# Metadon u Hrvatskoj

## Uvod
Metadon je opijatni analgetik. Primjenjuje se i u terapiji boli. Ovaj članak opisuje primjenu u liječenju ovisnosti o opijatima u Hrvatskoj.
- Tvorničko ime Heptanon ® (Pliva) 
  - tbl. a 5 mg,
  - solucija (bočica od 10 ml ima 100 mg)
  - amp. za iv. upotrebu od 10 mg.
- Tvorničko ime Metadon Alkaloid ® (Alkaloid) 
  - solucija (bočica od 10 ml ima 100 mg. )
  - solucija (bočica od 100 ml ima 1000 mg. )
  - solucija (bočica od 1000 ml ima 10000 mg. )

## Metadonska terapija u Hrvatskoj
Hrvatska se nalazila na čuvenoj «Balkanskoj ruti» heroinske opskrbe zapadne Europe, ali do ranih devedesetih godina 20 stoljeća heroinska ovisnost je bila sporadična i lokalna. 
Zakonska regulativa i medicinska struka nisu dale jednoznačan odgovor na heroinsku epidemiju. Dodatna komplikacija na planu smanjivanja dostupnosti bila je tranzicija te ratna zbivanja. Metadon je ponuđen kao jedna od mogućnosti ali vlast je, kao i u brojnim drugim, posebice tranzicijskim zemljama, pristupila tome uz podozrenje «moralnih autoriteta». 
U načelu, problem je prepušten prvenstveno medicinskim specijalistima i ekspertima, bez jasnih regulativnih pravila u početku primjene.

## Uvođenje metadona u tretman ovisnika, 1991.
U hrvatskoj je metadon uveden u tretman ovisnika o opijatima kroz «lagano otvorena vrata». 
Ranije, kroz preko 30 godina, primjenjivan je kao opijatni analgetik, prvenstveno za oboljele od malignih bolesti s jakom bolovima. Ideja primjena opijata kao lijeka za opijatne ovisnike bila je dugo neprihvatljiva. 
Supstitucija – kako može sredstvo koje se zlorabi biti sredstvo protiv ovisnosti? – bila je moralna paradigma. Kako dugo vremena ovisnost o opijatima nije bila značajan javnozdravstveni problem, o tome se jednostavno nije ni razmišljalo, osim u uskim medicinskim krugovima. Program liječenja ustanovio je u Kliničkoj bolnici  "Klinička bolnica Sestre Milosrdnice") (ondašnja bolnica Mladen Stojanović) profesor Vladimir Hudolin (alkoholna ovisnost), prof.doc. Slavko Sakoman (ovisnost o opijatima i drugim drogama kao i ostalim oblicima ovisnosti,itd...), 1970. godine zajedno s programom liječenja alkoholizma. Metadon je primjenjivan na bolničkom odjelu za detoksikaciju, no ono što je sporno to je ambulantna primjena, koja započinje 1991. godine. Prije toga su opijatni ovisnici imali prilike doći do ovog oblika liječenja primjerice preko programa u Beogradu i Banjoj Luci. Nakon raspada komunističke Jugoslavije i dolaska novog doba, nužno je bilo naći model liječenja kojim će se prihvatiti ovi, kao i novi ambulantni pacijenti. Kako je bilo moguće da je ova, u to vrijeme kontroverzna terapija, uvedena kao jednostavni «nastavak» bez službena čina i formalnog uvođenja? Nije bilo javne rasprave, obiteljski liječnici su u to vrijeme bili državni te su jednostavno mogli slijediti preporuke specijalista, metadon se je promatralo u početku kao «privremena terapija». Supstitucija ili održavanje na metadonu u to vrijeme se nisu koristili kao termini. Metadon je primijenjen tek uz osnovne principe, bez jasnog programa. 
Ovi bazični principi su: 
- metadon treba biti ponuđen svima koji ga treba, od svih koji ga mogu odrediti;
- nema selekcijskih pravila za pristup u program;
- Dob, dužina ovisnosti, povijest neuspješnih terapijskih programa su kriteriji za uključivanje, ne za isključivanje iz programa;
- dob ispod 18 godina se ne preporuča za uključivanje u program, no u nekim iznimkama je moguće;
- praktički nema politike isključivanja iz programa. Isključivanje je «individualni događaj» ali ne kao konzekvenca standardizirane politike.

## Implementacijska faza: 1991. – 1996.
Kako je pokrenut, u kratkom vremenu metadonski tretman je promijenio pristup tretmana ovisnika. Počele su diskusije i osporavanja, ali nitko nije imao snage «vratiti kotač unazad». «Pandorina kutija» je bila otvorena. U prvih nekoliko mjeseci prve stotine pacijenata su ušli u program, te ih je do 1995. u državi bilo oko 1500. Nije bilo problema u propisivanju od strane obiteljskih liječnika, ali postalo je očito da centralizirani model uvođenja u program je nedostatno i treba biti promijenjeno. 
Konačno je 1996. godine prihvaćen od strane Hrvatskog Državnog Sabora «Nacionalna strategija» kontrole zlouporabe droga.  Ovo nije bila zakonska obaveza, tek dokaz da vlast stoji uz program koji se tada primjenjivao već 5 godina.  Novost je preporuka organizacije «Centara za vanbolničko liječenje» u županijama i većim gradovima, kako bi se omogućila specifična skrb i poboljšala dostupnost tretmana.

## Konsolidacijska faza: 1996. – 2001.
Nakon 1996., Centri za vanbolničko liječenje ovisnosti utemeljeni su na brojnim mjestima koje su se susretale s problemom ovisnosti. Do 2001. godine ustanovljeno je 15 centara. 
Ovi centri su bili pod nadzorom lokalnih zajednica, financirani od strane gradova i županija. Pokazuje se da je potrebna zakonska regulativa, te u prosincu 2001. godine, nakon višegodišnjih priprema, konačno se donosi 
«Zakon o zlouporabi opojnih droga» uz brojne kompromise i nedostatna rješenja. Osnove tretmana je Mreža centara za prevenciju vanbolničko liječenje ovisnika. 
Liječnici u ovim Centrima, na osnovu kliničkog pregleda, mogu propisivati tretman, režim primjene, preporučiti dodatnu terapiju, omogućavaju psihosocijalne konzultacije, rade evaluaciju i prikupljaju epidemiološke podatke. Sastoje se od tima stručnjaka – liječnik, psiholog, socijalni radnik, medicinska sestra i drugo. U pojedinim centrima su voditelji psihijatri, no ne nužno – centre vode i liječnici obiteljske medicine koji su prošli dodatnu, pretežno neformalnu edukaciju. 
Nema formalnog programa edukacije liječnika koji se bave problematikom ovisnosti osim u vidu pojedinih kolegija. Cjelovit program edukacije na nivou specijalizacije odnosno supspecijalizacije postoji tek formalno. 
Program u ovoj fazi pokazuje laku dostupnost, centri se nalaze na pogodnim lokacijama, nema lista čekanja za pristup u program. Usluge su za korisnike besplatne. Ovi čimbenici utječu na dugotrajnu dostupnost programa korisnika, koji se lako i dugo zadržavaju u ovim programima.

## Vanjske poveznice
- Medicinski obavjesni program